# Jean-Étienne Berce
Pour les articles homonymes, voir Berce (homonymie).
Jean-Étienne Berce est un entomologiste français, né le 24 avril 1803 à Saint-Dié et mort le 29 décembre 1879 à Paris.

## Biographie
Orphelin de bonne heure, il est accueilli par un oncle à Paris qui lui enseigne la gravure héraldique. Il se marie le 7 septembre 1824 et devient veuf le 2 juin 1863. Il commence alors à s’intéresser aux insectes et en particulier à l’élevage des chenilles (la question de la sériciculture était importante à cette époque). Il est l’auteur du Guide de l’éleveur de chenilles mais il est surtout célèbre pour la parution de la Faune des lépidoptères de France (1867). Il reçoit plusieurs prix dont le Prix Dollfus en 1873. Membre de la Société entomologique de France depuis 1835, il en est fait président en 1867.